# Municipio de Deer Creek (condado de Bates)
El municipio de Deer Creek (en inglés: Deer Creek Township) es un municipio ubicado en el condado de Bates en el estado estadounidense de Misuri. En el año 2010 tenía una población de 2349 habitantes y una densidad poblacional de 28,62 personas por km².

## Geografía
El municipio de Deer Creek se encuentra ubicado en las coordenadas 38°26′18″N 94°20′42″O / 38.43833, -94.34500. Según la Oficina del Censo de los Estados Unidos, el municipio tiene una superficie total de 82.06 km², de la cual 81,29 km² corresponden a tierra firme y (0,94 %) 0,77 km² es agua.

## Demografía
Según el censo de 2010, había 2349 personas residiendo en el municipio de Deer Creek. La densidad de población era de 28,62 hab./km². De los 2349 habitantes, el municipio de Deer Creek estaba compuesto por el 98,55 % blancos, el 0,21 % eran afroamericanos, el 0,43 % eran amerindios, el 0,21 % eran asiáticos, el 0,17 % eran de otras razas y el 0,43 % eran de una mezcla de razas. Del total de la población el 0,68 % eran hispanos o latinos de cualquier raza.